# Hildegard Bergner

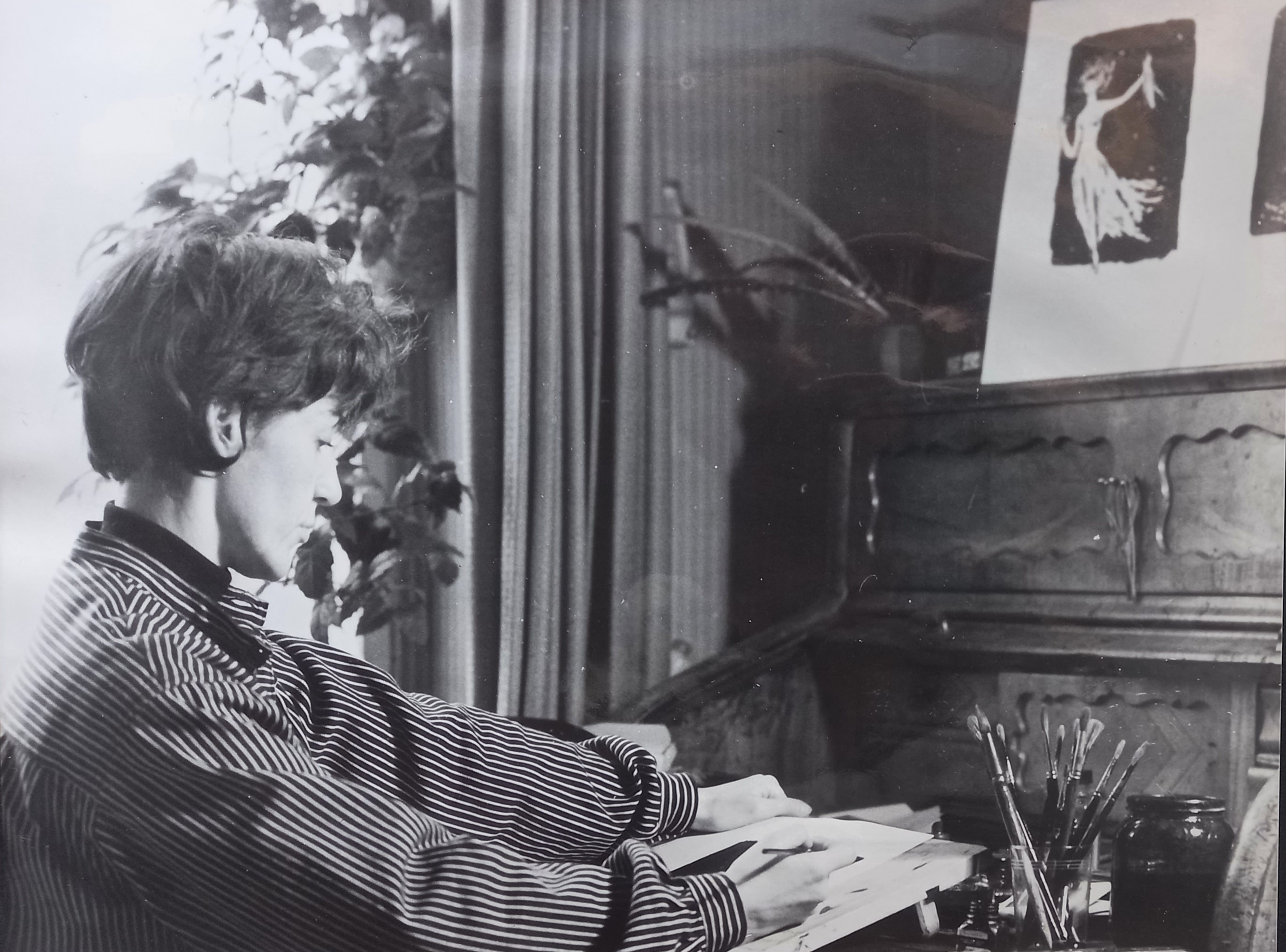
Hille Bergner (1965)

Hildegard „Hille“ Bergner (geboren am 9. Februar 1925 in Petersdorf; gestorben am 20. August 2012 in Berlin) war eine deutsche Modedesignerin, Illustratorin und Modegrafikerin.

## Leben und Wirken
Bergner studierte von 1945 bis 1950 an der Fachschule für Angewandte Kunst, Abteilung Mode, in Leipzig. Sie war Meisterschülerin bei Max Schwimmer.
Nach dem Abschluss folgten drei Jahre freiberuflicher Tätigkeit als Directrice, Modegrafikerin und Illustratorin, bevor sie 1953 ihre Tätigkeit als Entwerferin am Berliner Institut für Bekleidungskultur – 1957 in Deutsches Modeinstitut und 1972 in Modeinstitut der DDR umbenannt – unter der Leitung von Elli Schmidt aufnahm.
Von 1962 bis 1965 absolvierte sie neben ihrer täglichen Arbeit ein externes Studium an der Kunsthochschule Berlin-Weißensee, um das Diplom als Modegestalterin zu erwerben.
Die Modezeitschrift Sibylle stellte Hille Bergner im Jahr 1965 in der Ausgabe Heft Nr. 6, als eine der „profiliertesten Modegestalterinnen in der DDR, voller Phantasie und mit einem ausgeprägten Sinn für Zeit und Stil“ mit ihrer Diplom-Kollektion vor.
Besonders die Modegrafik der 1950er bis 1970er Jahre wurde durch sie maßgeblich mit beeinflusst; Entwürfe, Modelle, Texte und Illustrationen wurden in der Sibylle, Pramo, Saison, sowie der Wochenpost, der NBI und im SONNTAG veröffentlicht. Darüber hinaus waren ihre Arbeiten auf verschiedenen Kunstausstellungen der DDR zu sehen. Weitere Zeugnisse ihrer vitalen kreativen Schaffenskraft befinden sich heute im Berliner Stadtmuseum, das 1991 die Sammlung des aufgelösten Modeinstituts übernahm, und im Deutschen Historischen Museum. Dort werden zwei Modelle von Hildegard Bergner aus dem Jahr 1959 aufbewahrt. Die hier aufgeführten Nachweise markieren nur einen Bruchteil ihres umfangreichen Schaffens.
Hille Bergner war bis 1980, fast drei Jahrzehnte lang, als Grafikerin und Modedesignerin am Modeinstitut der DDR in Berlin tätig. Sie hat das Modeinstitut mit ihren Arbeiten, Entwürfen und Modellen für die DOB-Kollektionen (Damenoberbekleidung) entscheidend künstlerisch mitgeprägt. Wie alle Designer des Modeinstituts sah sich auch Hille Bergner zunehmend konfrontiert mit den Widerständen und Defiziten der sozialistischen Planwirtschaft. Das führte dazu, dass viele ihrer gestalterischen Ideen nie umgesetzt werden konnten, weil „die modischen Vorschläge für die nächsten Saisons durch so viele Instanzen gingen, bis von der ersten Idee alles wegrationalisiert war“. So gingen auch viele ihrer Arbeiten, wie die der meisten Modedesigner in der DDR, „in der Anonymität des sozialistischen Kollektivs unter. Entsprechend wurden auch die Modezeichnungen behandelt. Sie verschwanden, nachdem sie die Funktion als Vorlage für Trendinformationen, Industrieanleitungen oder als Entwurf für die Kollektion erfüllt hatten, in Schubladen und Archivmappen, auf Dachböden und in Kellern - vieles unwiederbringlich“.
In dem von Ute Lindner herausgegebenen Bildband  Zwischen Schein und Sein. Ostdeutsche Modegrafik 1960–1990 mit einem Vorwort von Wolfgang Joop und einem Essay von Mathias Bertram wurden zwölf von Hildegard Bergners Arbeiten veröffentlicht.
Sie war Mitglied im Verband Bildender Künstler der DDR.

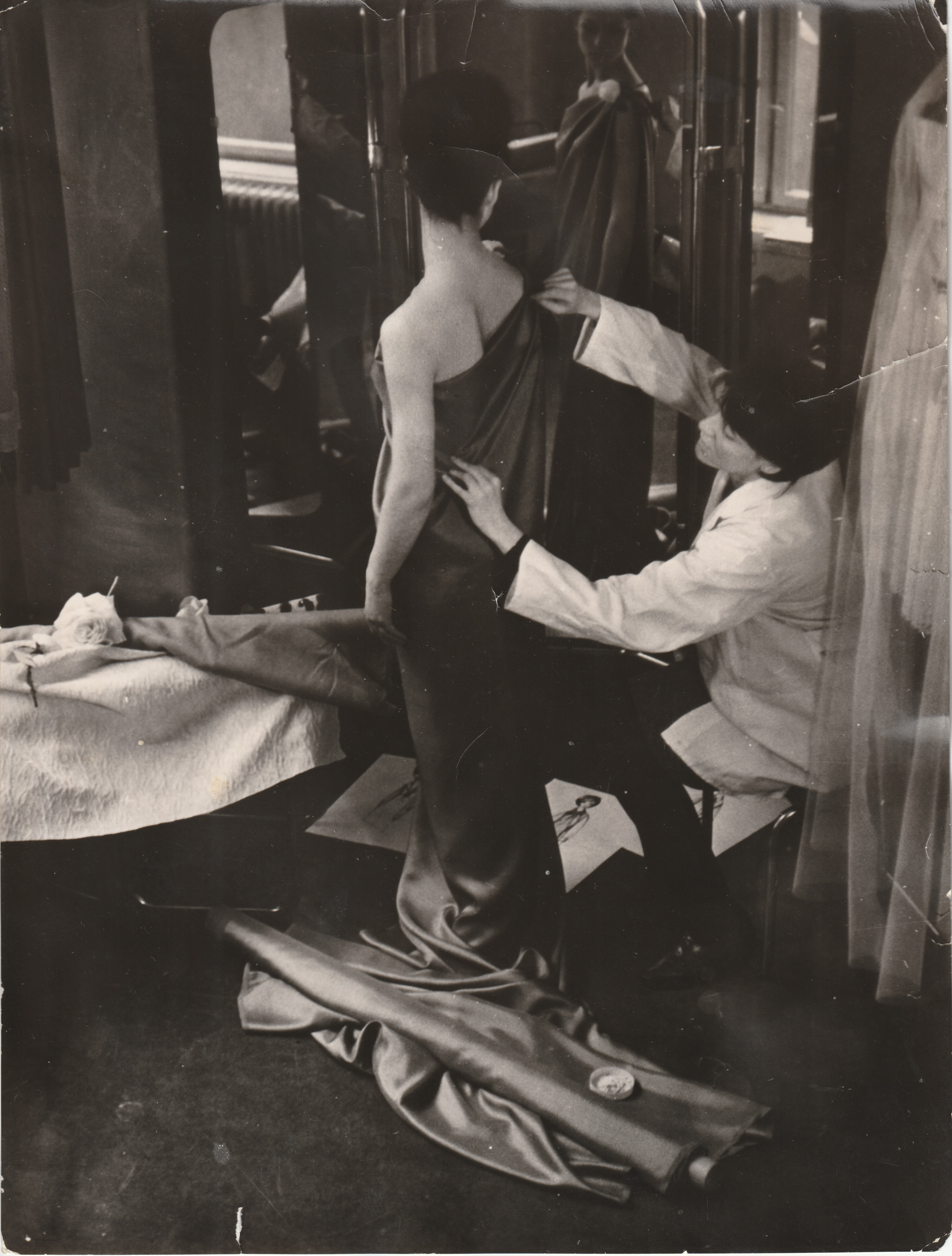
Modegestalterin Hille Bergner bei der Arbeit, Modeinstitut Berlin, DDR. 1960er Jahre.

Hille Bergner war in erster Ehe verheiratet mit dem Architekten Gerd Hillnhagen und in zweiter Ehe mit dem Innenarchitekten Peter Bergner, der Hauptautor der noch heute geschätzten Wohnraumfibel war.
Die gemeinsame Tochter Beatrice Bergner, eine deutsche Schauspielerin, wurde 1966 geboren. In ihrem Besitz befinden sich eine Vielzahl der verbliebenen Arbeiten und Veröffentlichungen von Hille Bergner.

## Ausstellungen (Auswahl)
- Kunstausstellung der Hauptstadt der DDR - Berlin 1972[16]
- VIII. Kunstausstellung der Deutschen Demokratischen Republik. Dresden 1977/78[17]